# Reinas del Paraguay 2023
Reinas del Paraguay 2023 fue la 2.ª edición del concurso Reinas del Paraguay. Se llevó a cabo el 25 de junio de 2023 en el Centro de Eventos del Paseo La Galería, Asunción (Paraguay). 11 candidatas compitieron por el título. Al final del evento, Leah Ashmore coronó a Elicena Andrada como su sucesora. Andrada representó a Paraguay en Miss Universo 2023.
Miss Mundo Paraguay 2023 Yanina Gómez Ojeda, Miss Internacional Paraguay 2023 Jimena Sosa Martínez y Miss Tierra Paraguay 2023 Gretha Estigarribia Matiauda también fue coronadas por Miss Mundo Paraguay 2022 Dahiana Benítez Gatzke, Miss Internacional Paraguay 2022 Jazmín de la Sierra Rodríguez y Miss Tierra Paraguay 2022 Macarena Tomas. Gómez representará a Paraguay en Miss Mundo 2024, Sosa en Miss Internacional 2024 y Matiauda en Miss Tierra 2023. Adicionalmente, Lorena Román Castillo fue coronada como Reina Hispanoamericana Paraguay 2023 y compitió en Reina Hispanoamericana 2023.

## Resultados
| Posiciones                           | Candidatas                     |
| ------------------------------------ | ------------------------------ |
| Miss Universo Paraguay 2023          | - Elicena Andrada Orrego       |
| Miss Internacional Paraguay 2023     | - Jimena Sosa Martínez         |
| Miss Tierra Paraguay 2023            | - Gretha Estigarribia Matiauda |
| Reina Hispanoamericana Paraguay 2023 | - Lorena Román Castillo        |
| Primera finalista                    | - Alexandra Chamorro Rivas     |

### Miss Mundo Paraguay
| Posiciones               | Candidatas                |
| ------------------------ | ------------------------- |
| Miss Mundo Paraguay 2023 | - Yanina Gómez Ojeda      |
| Primera finalista        | - Yannina Jiménez Mendoza |

### Premios especiales
| Premio              | Candidata                |
| ------------------- | ------------------------ |
| Miss Piel           | - Elicena Andrada Orrego |
| Miss Simpatía       | - Gabriela Acuña Jara    |
| Miss Sonrisa        | - Lorena Román Castillo  |
| Miss Redes Sociales | - Yanina Gómez Ojeda     |

## Candidatas
11 candidatas compitieron por los títulos.
| N.º | Candidata                    | Edad | Ciudad natal            |
| --- | ---------------------------- | ---- | ----------------------- |
| 1   | Gabriela Acuña Jara          | 20   | Julián Augusto Saldívar |
| 2   | Elicena Andrada Orrego       | 28   | Tobatí                  |
| 3   | Alexandra Chamorro Rivas     | 27   | Ciudad del Este         |
| 4   | Gretha Estigarribia Matiauda | 22   | Asunción                |
| 5   | Liz Mariela Florentín        | 27   | Asunción                |
| 6   | Yanina Gómez Ojeda           | 26   | Lambaré                 |
| 7   | Amanda González Gómez        | 20   | Asunción                |
| 8   | Yannina Jiménez Mendoza      | 23   | Asunción                |
| 9   | Ayelén Pérez                 | 24   | Asunción                |
| 10  | Lorena Román Castillo        | 26   | Minga Guazú             |
| 11  | Jimena Sosa Martínez         | 23   | Hohenau                 |